# Karumaruka Circle
Karumaruka Circle (カルマルカ＊サークル?) è una visual novel del 2013 pubblicata originariamente per PC come eroge per adulti e successivamente ripubblicata per PS Vita e PS4 in un rifacimento accessibile ai minori dai 15 anni in su. È stata inoltre pubblicata per iOS e Android in un'edizione dai 17 anni in su.

## Doppiaggio
- Misato Fukuen – Natsuki Amagase
- Ai Shimizu – Shin Asahina
- Ryōko Ono – Yukiha Kousaka
- Hiroko Taguchi – Koyomi Natsume
- Ai Fukada – Nicole Otone
- Ayuru Ōhashi – Mirai Sasakura

## Accoglienza
Al momento dell'uscita, i quattro recensori della rivista Famitsū hanno dato un punteggio di 27/40 alla versione per PlayStation Vita. Il gioco presentava le caratteristiche tipiche delle visual novel con protagoniste delle ragazze, infatti l'ambientazione era scolastica, tutte erano eroine sono carine e il sistema aveva tutte le funzionalità del genere. Anche la grafica e la sua realizzazione erano dei punti a favore di Karumaruka Circle. La trama era semplice e di facile lettura, ma d'altro canto lo sviluppo delle vicende era prevedibile e la cosa era deplorevole. Secondo uno dei recensori, era stata adottata un'ambientazione alla The Seven Deadly Sins ma ciò si rivelava solamente di contorno. Una critica fu rivolta all'assenza di una possibilità di scavare un po' più a fondo nella trama e avere degli sviluppi inaspettati. Le eroine, sia le principali che le secondarie, erano carine e alcune delle ambientazioni si mostravano interessanti. Il gioco offriva la possibilità di divertirsi parlando con i membri di un club scolastico, ma nella seconda metà della partita alcune parti riguardati l'ambientazione "magica" di ogni personaggio sembrava essere sciatta, ed erano presenti dei percorsi un po' difficili da riassumere. Se il giocatore voleva ottenere maggiori informazioni sulla storia sarebbe rimasto deluso in quanto alcuni luoghi non erano accessibili in nessun momento. Probabilmente era un titolo adatto a chi voleva godersi espressamente la tenerezza dei suoi personaggi. A prima vista, quest'ultimi e le loro storie seguivano una routine precisa ma in chiave molto romantica. Il fatto che la protagonista pur essendo in balia di un destino sorprendentemente crudele e l'apparenza che dava di accettarlo positivamente scaldò il cuore di uno dei recensori, il quale giunse alla conclusione di una delle storie affermando di essersi innamorata in vari modi. Il gioco era una commedia romantica brillante e le espressioni facciali delle ragazze erano diversificate e carine, in aggiunta a ciò c'erano dei costumi alternativi da fargli indossare. Come già detto in precedenza, la storia era facile da leggere ma vantava di una fluidità che poteva essere meglio sfruttata per le ambientazioni "magiche". Praticamente vi erano dei percorsi abbastanza lunghi ma facili da intraprendere. Anche i membri secondari del cast erano attraenti, elemento che piacque ad uno dei recensori che fu felice della presenza di più storie dedicate a loro come novità della versione per PS Vita.